# Central Park Zoo
El Central Park Zoo es troba al sud-est de Central Park a New York. És administrat per la Wildlife Conservation Society. S'hi pot visitar un hivernacle tropical, veure-hi ossos polars i otàries. Conserva espècies animals en perill com el tamarinde, el gripau de Wyoming o el petit panda. La majoria dels grans animals han estat transferits al zoo del Bronx.